# Institut Saint-Serge
L'Institut de théologie orthodoxe Saint-Serge (ITO), ou simplement Institut Saint-Serge, est un établissement privé d'enseignement supérieur hors contrat, situé à Paris, dans le quartier du Combat du 19e arrondissement. 
La paroisse de l'église Saint-Serge, établie sur le même site que l'Institut, dépend de l'archevêché des églises orthodoxes russes en Europe occidentale, ancienne juridiction du patriarcat œcuménique de Constantinople, devenue fin 2019 une juridiction du patriarcat de Moscou.
Institut et église Saint-Serge sont au 93, rue de Crimée, adresse proche du nord du parc des Buttes-Chaumont. Ce site est desservi par la station de métro Laumière.

## Histoire
L'Institut Saint-Serge est fondé en 1925, et dirigé à l'origine par Serge Boulgakov. C'est le plus ancien établissement de théologie orthodoxe en Europe occidentale. Il est nommé en l'honneur de saint Serge de Radonège car les locaux de l'Institut sont achetés en 1924 le jour de la fête ecclésiastique de ce saint, c'est-à-dire le 18 juillet. Les fondateurs achètent une ancienne église luthérienne allemande, la Hügelkirche, construite vers 1860 à l'initiative du pasteur Friedrich von Bodelschwingh ainsi que le terrain où elle est bâtie, confisqués lors de la Première Guerre mondiale. Peu avant la Seconde Guerre mondiale, l'Institut Saint-Serge reçoit le droit de conférer les grades[Lesquels ?] de maître et de docteur en théologie.
Depuis 1953, l'Institut organise annuellement une « Semaine d'études liturgiques » à laquelle participent de nombreux spécialistes de la science liturgique appartenant aux diverses confessions chrétiennes. Dans les années 1970, un nouveau bâtiment sur le site est construit, abritant notamment une résidence pour les étudiants. En 2006, tenant compte de l’évolution de l’enseignement universitaire européen telle que formulée dans la Déclaration de Bologne, l’Institut Saint-Serge réforme le programme de son enseignement et se met à l'heure européenne.
En 2013-2014, l'institut se trouve au bord de la faillite à la suite d'un détournement de fonds opéré par l'ancien trésorier, Patrick Brispot.
Après une pause en 2015, l'institut rouvre à la rentrée 2016.  En 2017, le temps de travaux, l'enseignement se poursuivit quelques années dans les locaux de la Faculté de théologie protestante de Paris,, après quoi l'Institut retrouva ses locaux historiques rénovés  sur la "colline Saint Serge", Rue de Crimée.

## Direction

### Recteurs
- 1925-1946 : métropolite Euloge ;
- 1946-1947 : monseigneur Vladimir Tikhonitsky (ru) ;
- 1947-1965 : évêque Cassien (ru) (Serge Sergueïevitch Bezobrazoff)[10] ;
- 1965-1991 : archiprêtre (protopresbytre à partir de 1975) Alexis Kniazeff (ru)[11] ;
- 1991-1993 : archevêque Georges d’Eudociade (Georges Wagner) (ru) ;
- 1993-2003 : archevêque Serge d’Eucarpie (Serge Konovaloff) (ru) ;
- 2003-2013 : archevêque Gabriel de Comane[12] ;
- 2013-2016 : archevêque Job de Telmessos (Ihor Getcha) ;
- 2016- : archevêque Jean de Charioupolis (devenu en 2019 Jean de Doubna) (Jean Renneteau).

### Doyens
- 1993-2005 : protopresbytre Boris Bobrinskoy[13] ;
- 2005-07 : archimandrite Job Getcha[14] ;
- 2007-12 : archiprêtre Nicolas Cernokrak ;
- 2012-14 : archiprêtre Nicolas Ozoline[15] ;
- 2014-21 : archiprêtre Nicolas Cernokrak[16] ;
- 2021- : Michel Stavrou.

## Enseignants (anciens ou actuels)
- Nicolas Afanassieff
- Élisabeth Behr-Sigel
- Jean Boboc
- Boris Bobrinskoy
- Serge Boulgakov
- Olivier Clément
- Jean-François Colosimo[17],[18],[19]
- Sophie Deicha
- Paul Evdokimov
- Georges Fédotov (ru)
- Georges Florovsky
- Athanase Jevtić (sr)
- Antoine Kartachev
- Cyprien Kern (ru)
- Nicolas Lossky
- Nicolas Lossky (ru) (petit-fils du précédent)
- Élie Mélia
- Jean Meyendorff
- Jivko Panev
- Alexandre Schmemann
- Boris Sove (ru)
- Bertrand Vergely
- Boris Vycheslavtsev (ru)
- Léon Zander
- Basile Zenkovsky (ru)

## Anciens étudiants
- Dimitri Klépinine.
- Jean Meyendorff.
- Alexandre Schmemann.
- Le patriarche Ignace IV d'Antioche.
- Alexandre Skorobogatov.
- Le métropolite Georges Khodr.
- Léonide Chrol.
- Monseigneur Emmanuel (Adamakis), métropolite orthodoxe grec de France, président de la Conférence des Églises européennes et président de l'Assemblée des évêques orthodoxes de France.
- Monseigneur Daniel (Krstic) (sr), évêque de l'éparchie de Buda.
- Monseigneur Joachim Giosanu (ro), archevêque de l'archidiocèse de Roman et Bacău.
- Monseigneur Joseph (Pop), archevêque et métropolite (métropole orthodoxe roumaine d'Europe occidentale et méridionale)[20].
- Monseigneur Séraphin (Joanta) (ro), archevêque et métropolite (métropole orthodoxe roumaine d'Allemagne et d'Europe centrale et du Nord).
- Monseigneur Irénée (Popa) (ro), archevêque de Craiova et métropolite d'Olténie.
- Monseigneur Nestor (Sirotenko).
- Monseigneur Séraphin (Doulgoff) (ru), archevêque de Bruxelles et d'Europe occidentale (ÉORHF).

## Docteurshonoris causa
- Nikos Nissiotis (el) (1965).
- Dom Bernard Botte (de) (1968).
- Dumitru Stăniloae (1981).
- Evangelos Théodorou (el) (1981)[21].
- Le patriarche Bartholomée de Constantinople (1995)[22].
- Le métropolite Vladimir (Sabodan) (1999)[23].
- L'archevêque Léon de Finlande (2005)[24].
- Le métropolite Jean (Zizioulas) (el) (2007)[25].
- Le patriarche Daniel de Roumanie (2009)[26].
- Le métropolite Amphiloque (Radovic) (2012)[27].